# الكويت في الألعاب البارالمبية الصيفية 1980
الكويت في الألعاب البارالمبية الصيفية 1980- شاركت الكويت في دورة الألعاب البارالمبية الصيفية عام 1980م ، والتي أقيمت في أرنهم بهولندا . وقد شاركت الكويت بــ9 متسابقين (7 من الرجال وسيدتان)، وأستطاعت من خلالهم( وبالتحديد من خلال لاعبين فقط ) الحصول علي 5 ميداليات متنوعة ( ميداليتان ذهبيتان، وميداليتان فضيتان ، وميدالية برونزية) واستطاعت بذلك احتلال المركز 26 في جدول الميداليات مع كوريا الجنوبية. وتعد هذه المشاركة هي الأولى لدولة الكويت في الألعاب البارالمبية الصيفية. والتي شاركت في جميع نسخها التالية حتى 2024م.
وقد استطاعت البطلة الكويتية البارالمبية عادلة الرومي الحصول على ميداليتين ذهبيتين وأخري فضية من خلال مشاركتها في هذه البطولة في ألعاب القوى سواء في السباقات المتنوعة او في رمي الجلة.

## جدول الميداليات
يمثل الجدول التالي الميداليات التي حصلت عليها الكويت في دورة الالعاب البارالمبية الصيفية في آرنهم بهولندا، وكذلك اسماء اللاعبين الحاصلين على تلك الميداليات ومجال المنافسة.
| ميدالِية | الاسم        | الجنس | الرياضة     | الحدث           |
| ------- | ------------ | ----- | ----------- | --------------- |
| ذهبية   | عادلة الرومي | أنثي  | ألعاب القوى | 60م مربع        |
| ذهبية   | عادلة الرومي | أنثي  | ألعاب القوى | 200ن مربع سيدات |
| فضية    | عادلة الرومي | أنثي  | ألعاب القوى | رمي الجلة سيدات |
| فضية    | الشاقي مروة  | ذكر   | العاب القوى | 100م            |
| برونزية | الشافي مروة  | ذكر   | ألعاب القوى | 400م            |